# Ceilán neerlandés
El Ceilán neerlandés (en cingalés: ලංකාව ලංකාව, romanizado: Landesi Lankava) fue una gobernación establecida en la actual Sri Lanka por la Compañía Neerlandesa de las Indias Orientales. Aunque los holandeses lograron capturar la mayoría de las áreas costeras en Sri Lanka, nunca pudieron controlar el Reino de Kandy ubicado en el interior de la isla. El Ceilán holandés existió desde 1640 hasta 1796 cuando fue ocupado por el Reino Unido.
A principios del siglo XVII, Sri Lanka estaba gobernada en parte por los portugueses y en parte por los reinos de Sri Lanka (principalmente de origen cingalés), que luchaban constantemente contra los portugueses. Aunque los portugueses no ganaban la guerra, su gobierno era opresivo para la gente de las zonas que controlaban. Mientras los portugueses libraban una larga guerra de independencia del dominio español, el rey cingalés (el rey de Kandy) invitó a los neerlandeses a ayudar a derrotar a los portugueses. El interés neerlandés en Ceilán era tener un frente de batalla unido contra los íberos en ese momento.

## Historia

### Antecedentes
La presencia portuguesa en la isla comenzó en 1505 conformando el Ceilán portugués.
Los holandeses fueron invitados por el Reino de Kandy para ayudar a combatir a los portugueses. Firmaron el Tratado de Kandy de 1638 con Rajasinghe II y pronto se embarcaron en una guerra contra su enemigo común. Los holandeses fueron nombrados como protectores del país.
Mientras tanto, sin embargo, Rajasinghe II se acercó a los franceses y les ofreció el fuerte Trincomalee como un cheque contra el poder holandés. Los holandeses capturaron el fuerte de los franceses y controlaron todas las provincias marítimas de la isla. Rajasinghe y los holandeses estaban jugando un doble juego intentando burlarse mutuamente, y el tratado de 1638 nunca se implementó. Los holandeses gobernaron todas las provincias tamiles y trajeron a los esclavos Tanjore Tamil para trabajar en los jardines de canela en la Provincia Occidental y en las fincas de tabaco en Jaffna.

#### Los holandeses y portugueses
El dominio portugués siempre estuvo centrado en las provincias costeras y la gente a la que convirtieron fue la gente costera. Eran la columna vertebral de su poder. Muchos de los príncipes que convirtieron habían muerto o ya no eran católicos. El resto de Ceilán permaneció en la religión budista-hindú.
Los holandeses fueron utilizados por el rey cingalés para vengarse de los portugueses que querían ampliar su gobierno. La llegada de los holandeses aseguró que los portugueses tuvieran que enfrentarse a dos enemigos, de modo que finalmente se vieron obligados a firmar un tratado con los holandeses y llegar a un acuerdo con sus economías abiertas. Finalmente, abandonaron Ceilán.
Portugal estaba en guerra con su gobernante, el rey de España. Una vez que Portugal obtuvo su libertad de España en 1640, las Provincias Unidas de los Países Bajos establecieron la paz con Portugal. Luego dividieron amistosamente las áreas ocupadas de Ceilán bajo un tratado firmado en Goa. Poco a poco, los holandeses se convirtieron en los gobernantes de las zonas costeras y exteriores de Ceilán e Indonesia. 

#### Guerra luso-neerlandesa
Desde el momento en que Cristóbal Colón descubrió América, hubo un importante desafío ibérico que enfrentó gran parte del mundo para que España y Portugal conquistaran las Américas y muchos otros territorios alrededor del mundo. En el este, Portugal poseía territorios no solo en Ceilán sino en la India, en el Golfo Pérsico y en lo que hoy es Indonesia, a la que se hace referencia como las Indias Orientales.
Desde 1580 hasta 1640, el trono de Portugal estuvo en manos de los reyes de Habsburgo de España, lo que resultó en el mayor imperio colonial hasta ese momento (ver Unión Ibérica). En 1583, Felipe I de Portugal, II de España, envió su flota ibérica combinada para expulsar a los comerciantes franceses de las Azores, colgando de forma decisiva a los prisioneros de guerra de los astilleros y contribuyendo a la "Leyenda Negra". Las Azores fueron la última parte de Portugal en resistir el reinado de Felipe sobre Portugal.
Mientras tanto, los Países Bajos se rebelaron abiertamente contra su señor de Habsburgo y se declararon República en 1581. Antes de 1580, los mercaderes holandeses adquirían productos coloniales en su mayoría de Lisboa, pero la Unión Ibérica cortó esta oferta. La supervivencia de la incipiente república dependía de que ellos mismos entraran en el negocio colonial.
Con dos imperios globales para gobernar, y con la creciente competencia colonial con los holandeses, ingleses y franceses, los reyes Habsburgo descuidaron la protección de algunas de las posesiones portuguesas en todo el mundo. En este periodo Portugal perdió una gran cantidad de tierras ante los nuevos rivales coloniales.
Durante la Tregua de los Doce Años (1609–21), los holandeses hicieron de su armada una prioridad para devastar el comercio marítimo español, del cual dependía gran parte de la economía española, después de la reanudación de la guerra. En 1627, la economía castellana se derrumbó. Incluso con una serie de victorias, los recursos españoles estaban ahora totalmente extendidos en toda Europa y también en el mar, protegiendo sus envíos vitales contra la flota holandesa que había mejorado enormemente. Los enemigos de España, como Holanda e Inglaterra, codiciaron su riqueza en el extranjero y, en muchos casos, encontraron más fácil atacar los puestos de avanzada portugueses mal defendidos que los españoles. Los españoles simplemente ya no podían hacer frente a las amenazas navales. En la guerra luso-neerlandesa que siguió, muchas posesiones portuguesas antiguas cayeron en manos holandesas.
Entre 1638 y 1640, los Países Bajos llegaron a controlar parte de la región noreste de Brasil, con su capital en Recife. Los portugueses obtuvieron una importante victoria en la Segunda Batalla de Guararapes en 1649. Para 1654, los Países Bajos habían rendido y devuelto el control de todas las tierras brasileñas a los portugueses.
Aunque las colonias holandesas en Brasil fueron eliminadas, durante el siglo XVII los holandeses pudieron ocupar Ceilán, el Cabo de Buena Esperanza y las Indias Orientales, y hacerse cargo del comercio con Japón en Nagasaki. Los territorios asiáticos de Portugal se redujeron a bases en el Macao portugués, el Timor portugués y la India portuguesa.

### Almirante van Spilbergen
En el año 1603, el 2 de junio, el almirante holandés Joris van Spilbergen llegó a Ceilán con tres barcos desde el puerto holandés de Veere después de un viaje de 12 meses. Visitando Kandy, la sede del rey Vimaladharmasuriya I, Spilbergen y el rey desarrollaron relaciones cordiales. La admiración del rey por su nuevo amigo fue tan profunda que comenzó a aprender el idioma neerlandés diciendo que "Kandy ahora es Flandes". Hablaron de las relaciones futuras, centrándose en la posible asistencia militar holandesa para expulsar a los portugueses de las zonas costeras, así como el comercio de canela y pimienta. Como muestra de su amistad, el Almirante holandés dejó al servicio del Rey dos músicos versátiles y hábiles: Erasmus Matsberger y Hans Rempel.

### Segunda flota y la masacre en Batticaloa Beach
Poco después de la exitosa visita de Van Spilbergen, una segunda flota holandesa bajo el mando de Sebald de Weert llegó a la isla. De Weert fue un comandante muy hábil que descubrió las Islas Falkland durante el intento de los almirantes holandeses Cordes y Mahu de encontrar una ruta alternativa a las Indias Orientales a través del Cabo de Hornos en 1598. Después de un acuerdo inicial con el Rey de Kandy, regresó en 1603 a Batticaloa con una flota de seis barcos para participar en un esfuerzo conjunto para expulsar a los portugueses de la isla. Durante su estancia tomó cuatro barcos portugueses que pasaban, pero liberó a las tripulaciones portuguesas que se habían rendido a los holandeses con la promesa de cuartel. El rey estaba muy enojado por esta acción y después de un insulto percibido a su esposa, ordenó a sus hombres matar a De Weert y a 50 de sus compatriotas desarmados.

### Primera victoria en Batticaloa
Después de este infeliz evento, los holandeses se concentraron en organizar su comercio con las islas de las especias de las Indias Orientales. Pasaron más de tres décadas antes de que los holandeses volvieran a emprender acciones para expulsar a los portugueses que habían llegado unos 150 años antes y estaban firmemente establecidos en la isla. Después de muchas guerras sangrientas con los portugueses, el rey Rajasingha II se convenció de que la paz duradera con ellos no era posible e invitó a los holandeses a expulsarlos de la isla. En ese momento, los holandeses seguían en guerra con Portugal, que estaba en una unión personal con España. El Consejo Holandés de las Indias en Batavia (Indias Orientales Neerlandesas) cumplió con esta solicitud y en 1637 envió cuatro barcos a la isla al mando del Capitán Jan Thijssen Payart quien firmó un tratado con el rey. El 4 de enero de 1638 tuvo lugar un decisivo enfrentamiento marítimo en la costa de Goa entre las fuerzas navales portuguesas y holandesas. La flota portuguesa fue diezmada después de esta batalla y el victorioso almirante holandés Adam Westerwolt (1580-1639) decidió atacar el fuerte portugués en Batticaloa en Ceilán con una flota de cinco barcos y 800 hombres. En coalición con fuertes fuerzas cingalesas, conquistó el fuerte el 18 de mayo de 1638.
Cinco días después de esta conquista victoriosa, Westerwolt en nombre del Estado General, el Príncipe Frederik Hendrik y la Compañía Holandesa de las Indias Orientales acordó un nuevo tratado con el rey Rajasingha en su palacio en Batticaloa. El Tratado fue un hito y marcó la pauta para las futuras relaciones entre los reyes de Kandy y los holandeses. Según el Tratado, los holandeses tendrían un monopolio sobre todos los oficios, excepto los elefantes. Las fortalezas capturadas de los portugueses serían guarnecidas por los holandeses o demolidas, como el Rey creyera conveniente. Sin embargo, la cláusula crucial "como el rey creía apropiado" se incluyó en el cingalés y no en el texto holandés del Tratado. Esto más tarde dio lugar a un gran desacuerdo entre las dos partes. Lo mismo ocurre con la cláusula que indica que el Rey pagará los gastos incurridos por los holandeses en el esfuerzo de guerra contra los portugueses.
Lenta pero seguramente las fuerzas navales y terrestres holandesas continuaron expulsando a los portugueses de partes de Ceilán. En febrero de 1640, el fuerte portugués de Negombo, a una corta distancia al norte de Colombo, fue capturado por Philip Lucasz. Después de su repentina muerte, el comando fue devuelto al hábil Willem Jacobsz Coster que anteriormente luchó bajo el mando del almirante Westerwolt en la costa este. Contra posibilidades abrumadoras él asedió el fuerte fuerte en Galle. Después de asaltar la ciudad el 13 de marzo de 1640, llegó a dominarla en unas pocas horas. Durante los próximos 18 años, Galle seguiría siendo el centro del poder holandés en Ceilán.

### Ceilán holandés (1640-1796)
Los holandeses conservaron un área como compensación por el costo de la guerra y gradualmente extendieron sus tierras.

#### Establecimiento de los neerlandeses en Colombo y Jaffna
El 12 de mayo de 1656 los neerlandeses entraban en Colombo siguiendo a la rendición portuguesa tras una resistencia extraordinaria.
En enero de 1657 la flota portuguesa que salía de Goa se encontró con los neerlandeses y se dieron tres combates navales. En 1658 una flota de los Países Bajos, mandada por Ryckloff Van Goena se presentó en Tuticorin y sometió los establecimientos portugueses pesqueros de la costa. Al cabo de unas semanas una fuerza de 3000 europeos, bandanesos y cingaleses de Colombo desembarcaron en Mannar,  dirigido por António do Amaral de Meneses gobernador portugués de Ceilan; tras una breve resistencia el grueso de los portugueses cruzó hacia tierra firme y huyó hacia Jaffna. El fuerte de Mandar se rindió el 22 de febrero.
Los neerlandeses cruzaron a Mantota y comenzaron a avanzar hacia Jaffna llegando a Chundikuli, a 3 km del fuerte de Nuestra Señora de los Milagros, sin encontrar oposición. Allí unas empalizadas bloqueaban la ruta lo que demoró el avance unos días. Los habitantes se refugiaron en las murallas del fuerte. El 20 de marzo comenzó el ataque; el hambre comenzó pronto y además se declaró una epidemia. A los tres meses la pólvora se había acabado y los cuerpos de los muertos contaminaban las fuentes. La resistencia no se podía alargar y el 22 de junio los defensores se rindieron; los soldados pudieron salir con honor pero todas las propiedades de los portugueses y aliados fueron confiscadas. Los soldados, mandados por Gaspar Figueira fueron enviada a su país después de ser todos revueltos a fondo; la plaza fue saqueada metódicamente.
Una conspiración contra los neerlandeses fue descubierta en Jaffna y 14 conspiradores fueron condenados a muerte y fueron ejecutados; otros condenados sufrieron terribles torturas y la muerte para esparcir terror entre la población; un jesuita fue decapitado y once colgados. El 20 de noviembre de 1658 fue establecido como día de acción de gracias por las victorias obtenidas sobre los portugueses y suplicar a Dios por futuras ayudas. En mayo de 1659 se estableció una guarnición en la antigua iglesia portuguesa de Kalpitiya que controlaba el comercio con el puerto de Puttalam.

#### Extensión del dominio holandés
La Compañía de las Indias Orientales extendió su dominio hacia el sur entre el Maha Oya y el Walawe Ganga, con todo el distrito (disawani) de Matara y la mayor parte de los disawanis de Sabaragamuwa, Cuatro Korales y Siete Korales, antiguamente dominio directo del reino de Kotte. Por tierra las fronteras con el reino eran marcadas por los fuertes de Sitawaka, Anguruwatota y Katuwana; al norte dominaban todo el reino de Jaffna o Jaffnapatnam, incluyendo y extendiéndose hasta Trincomalee, si bien la autoridad sobre la región de Vanni solo era reconocida vagamente; el río Bentara marcaba el límite con los distritos cingaleses; la parte norte fue asignada al disawa de Hulftsdorp, a las afueras del fuerte de Colombo, y los distritos del sur al comandante de Galle, al que el disawa de Matara estaba subordinado; el comandante de Jaffna cogió preeminencia y fue considerado segundo después del gobernador que vivía en Colombo, y que a su vez dependía del gobernador de Yakarta. El gobernador de Colombo estaba asistido por un consejo político de altos oficiales; había seis clases de servicio civil y unas juntas por la administración de justicia y por la difusión de la religión cristiana. Se establecieron orfanatos para pobres.

#### Situación de la isla
El país había quedado despoblado entre Negombo y el Walawe Ganga; los campos habían sido abandonados y las presas y los canales destruidos y las grandes reservas de agua no servían; muchas poblaciones quedaron cubiertas por la selva; en la costa sur los caminos estaban infestados de elefantes; la población del sur no excedía de 350.000 personas si bien el distrito de Galle estaba en mejor situación que Colombo; la población en Jaffna era de unos 120.000 habitantes. Miles de esclavos tamiles del sur de la India fueron llevados por la compañía para ser utilizados en los cultivos de arroz. Los neerlandeses se dedicaron a mejorar la situación de la población antes incluso de reforzar la fortaleza de Colombo. Se reparó el embalse de Kattakarai, que abastecía la provincia de Mantota. El río Muslai aún no podía servir para el riego y los tamiles de la península se establecieron como cultivadores a Punaryn. El ganado había muerto en gran parte por enfermedades o para el consumo de los soldados europeos y hubo que importar de la India. Los neerlandeses intentaron industrias (la seda importada de Bengala y el algodón de Coromandel) y comenzaron cultivos sistemáticos del indio o azulado (que existía de forma salvaje); el tabaco fuera fue grabado para proteger la industria local. La seca local emitió considerable cantidad de monedas de cobre. La justicia se estableció de manera cuidadosa y en gran parte dejada en manos de cingaleses. Al norte los oficiales portugueses fueron sustituidos por tamiles y cuatro mudaliyars fueron puestos al frente de las cuatro provincias de la península; la costumbre tamil (Thesawalamai) fue mantenida como base para las decisiones legales con la ley neerlandesa como supletoria. Los Lascarinas fueron unos dos mil, y se les concedió las tierras de Badawedili (hoy Accommodessan) bajo las órdenes de un desertor llamado Pierre du Pon, que residía en Colombo y era responsable de los militares fuera el fuerte, mantenimiento de caminos, secado de pantanos y en general por el bienestar del distrito. Se hicieron liberales cesiones de tierras a los Burgher, los colonos europeos libres que no estaban al servicio de la Compañía, y les concedieron derechos de libre comercio; además tenían preferencia por los cargos sobre los nativos y el monopolio de abrir tiendas (con exclusión de sus rivales musulmanes, de los que se prohibió el establecimiento en el país de nuevos miembros de esta comunidad). Debido a la abundancia de matrimonios de soldados neerlandeses con mujeres cingalesas se limitaron estas uniones.

#### Situación del país Wanni y los veddehs
El ejército se aumentó a dos mil europeos además de los nativos. Los jefes Wanni siguieron pagando tributo (en elefantes) pero uno de ellos, el más importante, Kaila Wanni de Panangaman, no obedeció la llamada de Van Goen a comparecer y tuvo que recibir un trato especial; también los veddehs (vecinos de los Wanni) recibieron un tratamiento bastante amable.

#### Tensión con el reino cingalés
El puerto de Kottiyar ofrecía facilidades para reparaciones de barcos como ningún otro puerto en la zona. Desde 1658 la Compañía Inglesa de las Indias Orientales recibía informes aconsejando el establecimiento de una factoría en Kalpitiya y esto se reforzó por el acuerdo de junio de 1661 que regulaba el matrimonio de Carlos II con la infanta de Portugal: si alguna de las partes recuperaba Ceilán, Colombo retornaría a Portugal y Galle pasaría a Inglaterra, mientras el comercio de canela sería dividido entre los dos estados; la compañía además envió emisarios a Raja Sinha II para establecer una factoría para participar del comercio de la canela, y el rey recibió estas peticiones de manera favorable. Los neerlandeses enviaron fuerzas a Kottiyar (que se tuvieron que retirar debido a una enfermedad) y planearon fortificar Punta Pedro. Entre 1660 y 1664 Adriaan van der Meydis y Ryklof van Goena se alternaron en el gobierno (excepto unos meses de 1663-1664).

#### Conspiración contra Raja Sinha II
En 1664 embajadores de Portugal e Inglaterra visitaron al rey de Kandy o Uda Rata (ahora rey de Sinhala) para pedir la liberación de los prisioneros europeos que eran casi todos ingleses. El rey estaba en Nilambe y accedió a liberarlos y después les ofreció pasar a su servicio. Mientras se estaba preparando un complot contra la vida del rey que quería proclamar rey a su hijo; la noche del 21 de diciembre (día en que habían sido liberados los prisioneros ingleses) en Nilambe 200 soldados cingaleses se rebelaron y mataron a la guardia; los rebeldes ocuparon el palacio pero no se atrevieron a atacar al rey y al día siguiente este con sus fieles y los elefantes pudo huir hacia la plaza fuerte de Galuda en Hanguranketaa unos 20 km más allá. Los amotinados, cuyo número había aumentado bastante, se dirigió a Senkadagala, donde vivía el príncipe y la reina y se llevaron con ellos a los ingleses, a los que intentaron atraer sin éxito. Los rebeldes declararon depuesto a Raja Sinha II, detuvieron embajadores y ciudadanos extranjeros; el príncipe fue proclamado rey en su cuarto (si bien el príncipe se mostró contrario). El 25 de diciembre estaba planeado atacar Hanguranketa pero aquel día el príncipe y la hermana del rey huyeron y se reunieron con el rey; los rebeldes se hundieron, empezaron a enfrentarse entre ellos y finalmente un gran fin se declaró por el rey y se apoderó de la capital en su nombre. El rey pudo recuperar rápidamente el control. La represión fue sangrienta y el río bajaba lleno de cadáveres. El príncipe desapareció y su suerte no fue conocida.

#### Temporal mejora de relaciones
En 1665 el rey permitió a los neerlandeses establecerse en parte del distrito de Sabaragamuwa y los de Tres y Cuatro Korales; un fuerte fue construido en Ruwanella y la iglesia portuguesa de Sabaragamuga fue fortificada. En septiembre de 1665 du Pon marchó a Trincomalee ante el rumor de que los ingleses querían ocupar la plaza y construyó un fuerte allí. El gobierno de Yakarta dudaba de extender los dominios de la Compañía pero la insistencia de Van Goena lo hizo posible; además insistió en fortificar Kalpitiya y Negombo y recomendaba ocupar Chilaw (que estaba en manos del rey). Los neerlandeses ofrecieron regalos al rey. En noviembre de 1665 el rey envió una carta a Van Goena en la que agradeció a los neerlandeses sus servicios contra los portugueses. El rey había prohibido el comercio con la Compañía. La selva había crecido y cubierto incluso las rutas entre provincias por lo que sólo quedaban estrechos pasajes que eran cerrados y vigilados por puertas con espinas llamadas Kadawatu. El pueblo estaba descontento, la popularidad del rey se desvaneció y un complot intentó envenenarlo (el complot fue abortado y castigado con terrible severidad).

#### Conflicto con los ingleses
La Compañía comenzó la explotación de perlas bajo dirección de Van der Laan. A los ingresos en ello se añadió la captura de 96 elefantes (julio) que fueron vendidos también con buenos beneficios. Al mismo tiempo el cultivo de arroz se extendía. Problemas internos de los ingleses en Madrás que duraron hasta 1669 alejaron el peligro de estos (si bien el rey de Ceilán envió emisarios a Madrás en 1667 pero los neerlandeses los interceptaron).

#### Conflicto con Francia
Francois Carron que había conquistado Negombo en 1643 al servicio de los Países Bajos, había pasado ahora al servicio de Francia y era director de la Compañía Francesa de las Indias Orientales (fundada en 1664); pretendía establecerse en Ceilán y Carron escribió a Raja Sinha II anunciando el envío de un emisario. La ocupación neerlandesa de Arandora (teatro de luchas anteriormente contra los portugueses) molestó al rey que envió fuerzas que rechazaron a los neerlandeses hacia el disawani de Sabaragamuwa. La compañía neerlandesa no quería embarcarse en guerras (el país estaba en guerra con Inglaterra) y ya tenían algunos problemas en la India del sur.

#### Guerra con Inglaterra
En un momento en que la flota de los Países Bajos quemó la flota inglesa anclada en Chatham (1668) la Compañía se preparó para las represalias, Hendrik van Rheede, gobernador de Ceilán, fue obligado a pagar tributo, sus jueces castigados y multados por Maniago (el jefe administrativo inglés en la zona, derivado de mánager), Y los neerlandeses castigados. Se hizo un intento de comprar a las autoridades, pero Rheede, que fue enviado con un valioso regalo, fue tratado con la mayor injuria. Varios miembros de su misión fueron golpeados, la bandera de la compañía fue arrastrada en el barro, no hubo ninguna respuesta ni ninguna audiencia de despedida. La actitud de sumisión de la Compañía aumentó la arrogancia del Maniago, y después de las pesquerías de 1668 el jefe Patangatyn de Mannar fue detenido, golpeado y expoliado de su dinero. Los pozos de Tuticorin fueron colocados bajo vigilancia y los neerlandeses y los cristianos privados del agua. la Compañía perdió toda actividad comercial y se convirtió en objeto de burla a lo largo de la costa.
Las autoridades de Colombo sin embargo, no hicieron nada, solo suplicaron a sus agentes cumplir con todas las exigencias; como consecuencias nuevas solicitudes fueron hechas por la pesca y una fuerza armada amenazó Tuticorin. Los buceadores se alarmaron; no había pesca desde 1659. La Compañía no tuvo otro remedio que luchar. En 1670 se concedieron algunos derechos de desembarco a los ingleses en Colombo y Galle, pero en octubre atacaron y ocuparon el fuerte de Arandora. Los neerlandeses cerraron los puertos de Batticaloa, Kottiar y Kalpitiya. El rey permaneció neutral y cuando los neerlandeses le enviaron al embajador Hendrik Draak en 1663 lo detuvo y tardaron en enviar una nueva embajada hasta que un militar de nombre Henricus van Bystervelt se atrevió el 1671. Aunque el rey había hecho frente a un nuevo intento de envenenamiento, fue afable con los neerlandeses y Bystervelt fue nombrado mohottiar del rey.

#### Guerra con Francia e Inglaterra
Mientras una terrible tormenta se había abatido sobre las Provincias Unidas y amenazaba su propia existencia. Luis XIV firmaba un tratado secreto en Dover en mayo de 1670 aliandose con Carlos II, y declaró la guerra a la República; pero los neerlandeses, dirigidos por el joven Guillermo de Orange, se enfrentaron al peligro con el indomable coraje que siempre les había caracterizado. En marzo de 1672 una gran flota francesa comandada por el Almirante de la Haya, con quien estaba el inquieto François Carron, apareció en Trincomalee, y se apoderó de una isla a la entrada del puerto interior. A continuación, se envió una embajada a la Corte de Raja Sinha II, quien cedió toda la bahía a los franceses, con lo cual el Almirante ocupó Kottiar que los neerlandeses habían abandonado. Una flota de estos últimos apareció en escena, mientras que las tropas del rey se reunían a lo largo de la costa. Sin embargo, una epidemia estalló entre los neerlandeses que abandonaron la zona el 9 de julio dejando guarnición en Kottiar que sin embargo tuvo que rendirse a los neerlandeses y con dificultades las tropas francesas pudieron escapar a Coromandel. Antes de salir los franceses enviaron a la corte del rey un embajador, el hugonote conde de Lanarolle, que no tuvo un comportamiento adecuado y fue arrestado. Finalmente al cabo de unos meses fue liberado, perdonado y nombrado mohattala y se casó con una cingalesa; su descendencia aún vive en la isla.

#### Guerra abierta contra el reino de Kandy
Los neerlandeses reforzaron algunas guarniciones y hubo algunas luchas en el sur pero Raja Sinha II permaneció inactivo hasta 1675. En abril de este año Van Goena dejó el gobierno a su hijo Van Goen de Jonge (el Joven) nacido en Batavia. Solo cuatro meses más tarde un ejército cingalés apareció ante el fuerte de Bibilegama, que fue sitiado; cortaron los suministros y el agua y finalmente conquistaron el fuerte y 90 neerlandeses y 4 cañones quedaron en manos del rey. Los cingaleses amenazaban Ruwanella. Los soldados de Clemente Magellian, un valiente y hábil soldado enviado al korale de Beligal, desertaron durante un combate y murió y su cuerpo fue presentado como trofeo al rey. Su muerte fue una gran pérdida para la Compañía.
Tennekon, Disawa de Siete Koral, estaba cerca de Kalpitiya con sus hombres. Al sur el disawani de Matara estaba amenazado desde Sabaragamuwa. Batticaloa estaba en revuelta y Aripo, posición clave para la defensa de las pesquerías de perlas, estaba amenazada por Kayla Wanner aliado de Tennekon. Las guarniciones neerlandeses se retiraron de los lugares amenazados.

#### Breve revuelta de Ambanwela Rala
Un supuesto hijo del hermano del rey, Wijaya Pala, príncipe de Matale, que había estado actuando en Siete Koral con el nombre de Ambanwela Rala, perdió el inicial favor real y se retiró a Colombo donde fue bien recibido por los neerlandeses que lo mantuvieron unos años y ante los hechos que ahora pasaban decidieron utilizarlo. Emisarios fueron enviados a Siete Koral para provocar un movimiento a su favor y distraer la atención del rey. El gobernador de Batavia envió un ultimátum al rey para evacuar todos los distritos ocupados, liberar a los neerlandeses capturados y volver a la alianza con los Países Bajos. Un embajador fue enviado a la corte y también Tennekon entró en correspondencia secreta con los neerlandeses y el 30 de octubre de 1673 deserto hacia Colombo con su familia y 300 de sus hombres; pero un mes después Ambanwela Rala cambió de bando y se pasó al rey.

#### Sumisión de los Wanner
La muerte de Don Felipe, el principal jefe de los Wanner, llevó al frente a un nuevo jefe que fue nombrado sin ninguna indicación ni referencia del gobierno de Jaffna. Una expedición enviada por los neerlandeses hizo retornar a los jefes a la obediencia. Fue en aquellos tiempos (1675) cuando el alemán Paulus Hermann de Halle, un médico al servicio de la compañía y maestro de botánica, inició actividad botánicas europeas en Ceilán.

#### Gobierno de Pyl
En julio de 1678 terminó el conflicto con Francia con el Tratado de Nimega. A final de 1680 Rijcklof Van Goena de Jonge (de 37 años) cedió el gobierno a Laurens Pyl, el comandante de Jaffnapatam, y se marchó a la India. La negativa de los neerlandeses a entregar Colombo a Raja Sinha II impedía la paz permanente con los cingaleses. Los neerlandeses decidieron ocupar Allauwa y Arandora y todo el país bajo, mientras era atacada Chilaw por mar. Tennekon tenía parte destacada en esto junto con otro renegado, Punch Appuhami de Wikeliya, que había sido nombrado disawa de Ruhuna y de parte de Matara.
Cuando fuerzas cingalesas retornaron a las zonas de frontera las guarniciones avanzadas se retiraron de nuevo y los fuertes de Hanwell y Kalutara fueron reforzados. Los cingaleses tomaron posesión de algunos Koral. Pyl adoptó una actitud conciliadora y comunicó al rey que la Compañía había actuado mal reteniendo Colombo y que toda la isla pertenecía al rey y los neerlandeses solo estaban allí para asistir al rey y se consideraba gobernador de Colombo en nombre del rey. Esto llevó a una liberación de prisioneros neerlandeses por parte del rey que fueron conducidos a Colombo por la ADA real, Aswala Rala. Mientras Hendrik Adriaan Van Rheede había sido nombrado Alto Comisionado para las Indias y Pyl fue a entrevistarse con él a Nagapatnam. Van Rheede venía decidido a hacer concesiones y en agosto Pyl ofreció a los embajadores del rey restaurar todo el territorio ocupado desde 1665; los embajadores declararon no estar autorizados por el rey para aceptar o rechazar.

#### Muerte de Raja Sinha II
El rey mientras veía llegar su fin y se reunió con sus ministros en Hanguranketa, y les presentó un hijo que había mantenido en secreto, de nombre Mahastana, al que declaró su heredero; a pesar de la incredulidad de los ministros, le tuvieron que jurar fidelidad. El rey murió el 25 de noviembre de 1687; el 10 de diciembre siguiente embajadores reales llegaron a Colombo para anunciar la sucesión de Mahastana al trono con el nombre de Vimaladharmasurya II. Este liberó presos y anunció que tenía intención de estar en buenas relaciones con Pyl.

#### Nueva política del rey
Pronto de hecho comenzaron conversaciones y muchos habitantes de las tierras bajas fueron a la corte del rey y recibieron cargos y distinciones; los neerlandeses evacuaron las montañas Koral y los Tres Koral que a continuación pasaron al reino. Los budistas se reunían a menudo en Mulgiri Gala, un templo en el noreste de Matara donde se creía que estaban enterrados Adán y Eva. En la zona neerlandesa principalmente, el disawani de Colombo, había 25.000 cristianos pero muchos no eran practicantes sinceros; el resto eran budistas y el rey pidió la restauración del territorio de Dagoba del territorio neerlandés o libertad de religión en toda la isla. En 1692 el rey pidió el retorno de todo el territorio neerlandés excepto los fuertes de la costa, lo que parecía que iba a llevar a la guerra; los neerlandeses alegaron que las tierras las tenían por cesión de Portugal (que las habían recibido por donación del rey Dharmapala) y no del rey de Kandy, y se mostraron decididos a resistir. Los cingaleses no emprendieron ninguna acción ofensiva.

### Toma de posesión británica
En el período 1788-1795 no hubo cordialidad entre los holandeses y los británicos. Después de la conquista de la India, los británicos habían planeado hacerse con una docena de posesiones holandesas en la región, con Ceilán como el mayor premio. Su oportunidad llegó cuando, en el invierno de 1794/95, el ejército francés invadió Holanda y el Príncipe Guillermo V, el titular de Estado holandés (jefe de Estado nominal) había huido con su familia a Inglaterra. Los Estados Generales fueron sustituidos por la llamada República Bátava bajo control de los franceses. Esta situación fue utilizada por los británicos para paralizar el comercio holandés y tomar posesión de sus colonias. El liderazgo en Colombo no estaba seguro de qué hacer. Si se concedían en la nueva República Bátava, eran un objetivo potencial de un ataque británico. Si se mantuvieran fieles al exiliado Stadtholder, la actitud de los británicos sería más difícil de evaluar.
Mientras tanto, el gobernador Falck había muerto en 1785 después de una corta enfermedad. Fue sucedido por Willem Jacob van der Graaff (1785 - 1793), quien resultó ser un agresivo expansionista e intentó extender el control holandés más allá de los límites establecidos. En 1792, Van der Graaff estaba listo para la guerra con el Reino de Kandy. Pero el Consejo de las Indias de VOC en Batavia se dio cuenta de los peligros de tal acción y ordenó al Gobernador que abandonara su empresa. En protesta, Van der Graaff renunció y fue sucedido por el vacilante Jan Gerard van Angelbeek, quien se convertiría en el último gobernador holandés de Ceilán.
Bajo la fuerte presión del ministro de Relaciones Exteriores británico, Lord Grenville, el príncipe Guillermo V emitió en febrero de 1795 órdenes a Van Angelbeek para poner sus fuerzas, fortalezas y buques de guerra bajo la "protección" británica. Debe considerar que las tropas británicas "pertenecen a un poder que está en amistad y alianza con sus Altos mandos (los Gobernadores de la VOC), y que vienen para evitar que la Colonia sea invadida por los franceses". Después de la guerra, el gobierno británico prometió devolver la colonia a los holandeses. Van Angelbeek primero aceptó la carta del príncipe Guillermo y estuvo de acuerdo con la presencia británica en la isla.
Más tarde, sin embargo, después de la agresiva presión militar de los británicos, Van Angelbeek y su Consejo Político tomaron la decisión de que, como la República de Batavia era considerada el soberano de las colonias, sus tropas debían ser ordenadas a resistir la ocupación británica. Pero el gobernador holandés no se dio cuenta de que las intrigas británicas ya habían socavado irreparablemente sus capacidades militares. La defensa del Ceilán holandés fue llevada a cabo principalmente por mercenarios europeos, en particular, el Regimiento De Meuron: 1.000 hombres fuertes y dos tercios formados por soldados suizos. En un acto extraordinario el 30 de marzo de 1795, el agente secreto británico Hugh Cleghorn firmó un contrato con el propietario del Regimiento, el Conde Charles-Daniel de Meuron para transferir su regimiento al servicio británico por la suma de 6,000. Esto selló el destino de los holandeses en Ceilán. Después de una resistencia simbólica, Van Angelbeek se rindió. Muchos oficiales y soldados holandeses se sintieron traicionados por su propio Gobernador y al final del sitio de Colombo giraron sus pesadas armas en el palacio del Gobernador. En vano; el 14 de febrero de 1796, las fuerzas holandesas se rindieron con un mínimo derramamiento de sangre. Pierre-Frederic de Meuron, hermano del conde Charles-Daniel, cambió su uniforme azul holandés por uno rojo británico y se convirtió en gobernador militar de Ceilán en septiembre de 1797 hasta que fue relevado por Frederic North, el primer gobernador británico. Las fuerzas holandesas se rindieron con un mínimo derramamiento de sangre. Pierre-Frederic de Meuron, hermano del conde Charles-Daniel, cambió su uniforme azul holandés por uno rojo británico y se convirtió en gobernador militar de Ceilán en septiembre de 1797 hasta que fue relevado por Frederic North, el primer gobernador británico. Las fuerzas holandesas se rindieron con un mínimo derramamiento de sangre. Pierre-Frederic de Meuron, hermano del conde Charles-Daniel, cambió su uniforme azul holandés por uno rojo británico y se convirtió en gobernador militar de Ceilán en septiembre de 1797 hasta que fue relevado por Frederic North, el primer gobernador británico.
Las provincias marítimas de Ceilán se convirtieron en británicas para nunca ser devueltas a los holandeses. En enero de 1816, el último rey de Kandy, Sri Wickrema Rajasinghe, el príncipe Nayakka más joven que ha ascendido al trono del Reino Sinhala, fue desterrado de Ceilán. Fue trasladado a la pequeña ciudad costera india de Vellore como prisionero estatal de los británicos, junto con su familia y parientes. Murió en 1832 a la edad de 52 años. Su hijo, el legítimo heredero del trono, nunca abandonó las orillas de la India y murió como desconocido en 1842.
- Datos: Q1841483
- Multimedia: Dutch Ceylon / Q1841483